# Phazaca unicaudoides
Phazaca unicaudoides är en fjärilsart som beskrevs av Holloway 1998. Phazaca unicaudoides ingår i släktet Phazaca och familjen Uraniidae. Inga underarter finns listade i Catalogue of Life.